# Xanthoparmelia australasica
Xanthoparmelia australasica är en lavart som beskrevs av D. J. Galloway. Xanthoparmelia australasica ingår i släktet Xanthoparmelia och familjen Parmeliaceae.   Inga underarter finns listade i Catalogue of Life.